# 도기 기마인물형 명기
도기 기마인물형 명기(陶器 騎馬人物形 明器)는 5~6세기의 신라 시대에 만들어진 말을 탄 1쌍의 토우(土偶)이다. 대한민국의 국보 제91호에 지정된 문화재로 경상북도 경주시 금령총에서 1924년에 배모양 토기와 함께 출토되었다. 말을 타고 있는 사람의 모습을 표현했는데, 주인상과 하인상으로 구성되어 있다. 국립중앙박물관에서 소장하고 있다. 기마인물 도상(騎馬人物陶像)이라고도 부른다.  죽은 자의 영혼을 육지와 물길을 통하여 저세상으로 인도해 주는 주술적인 기능을 가지고 있다.
속을 비게 만든 말의 안장 위에 하나는 3각형 모자를 쓴 정장(正裝)한 사람, 또 하나는 꼭지 달린 모자를 쓴 하인 같은 사람이 앉아 있다.
두 인물상은 두꺼운 직사각형 판(板)위에 다리가 짧은 조랑말을 탄 사람이 올라 앉아있는 모습이다. 금령총의 피장자를 모델로 제작되었다는 주장이 있다.
말 엉덩이 위에는 아래로 구멍이 뚫린 등잔, 술잔 또는 구리솥 모양의 물 넣는 구멍이 있고, 앞 가슴에는 물을 따르는 긴 부리(주구, 注口)가 돌출되어 있어 비어있는 말의 뱃속을 통해 물을 따를 수 있게 되어 있다. 그런데, 이 말 엉덩이 윗 부분은 대표적인 유목민족의 지표 유물이라는 점, 이 구리솥이 지금까지 훈족의 이동로에서만 발견되고 있다는 점을 논거로 유목민족(특히 훈족)과 한민족의 관련성을 주장하기도 한다. 두 인물상의 모습은 말 장식이 화려한 주인상의 경우 고깔 형태의 띠와 장식이 있는 삼각모(三角帽)를 쓰고 다리위에 갑옷으로 보이는 것을 늘어뜨렸다. 하인상은 수건을 동여맨 상투머리에 웃옷을 벗은 맨 몸으로 등에 짐을 메고 오른손에 방울같은 것을 들어 길 안내를 하고 있는 듯 하다.
재질은 단단하며 크기는 주인상은 높이 23.4cm, 길이 29.4cm이고, 하인상은 높이 21.3cm, 길이 26.8cm이다. 이 인물상은 신라인의 영혼관과 당시의 복식, 무기, 말갖춤 상태, 공예의장(工藝意匠) 등에 대한 연구에 큰 도움을 주는 중요한

## 사진

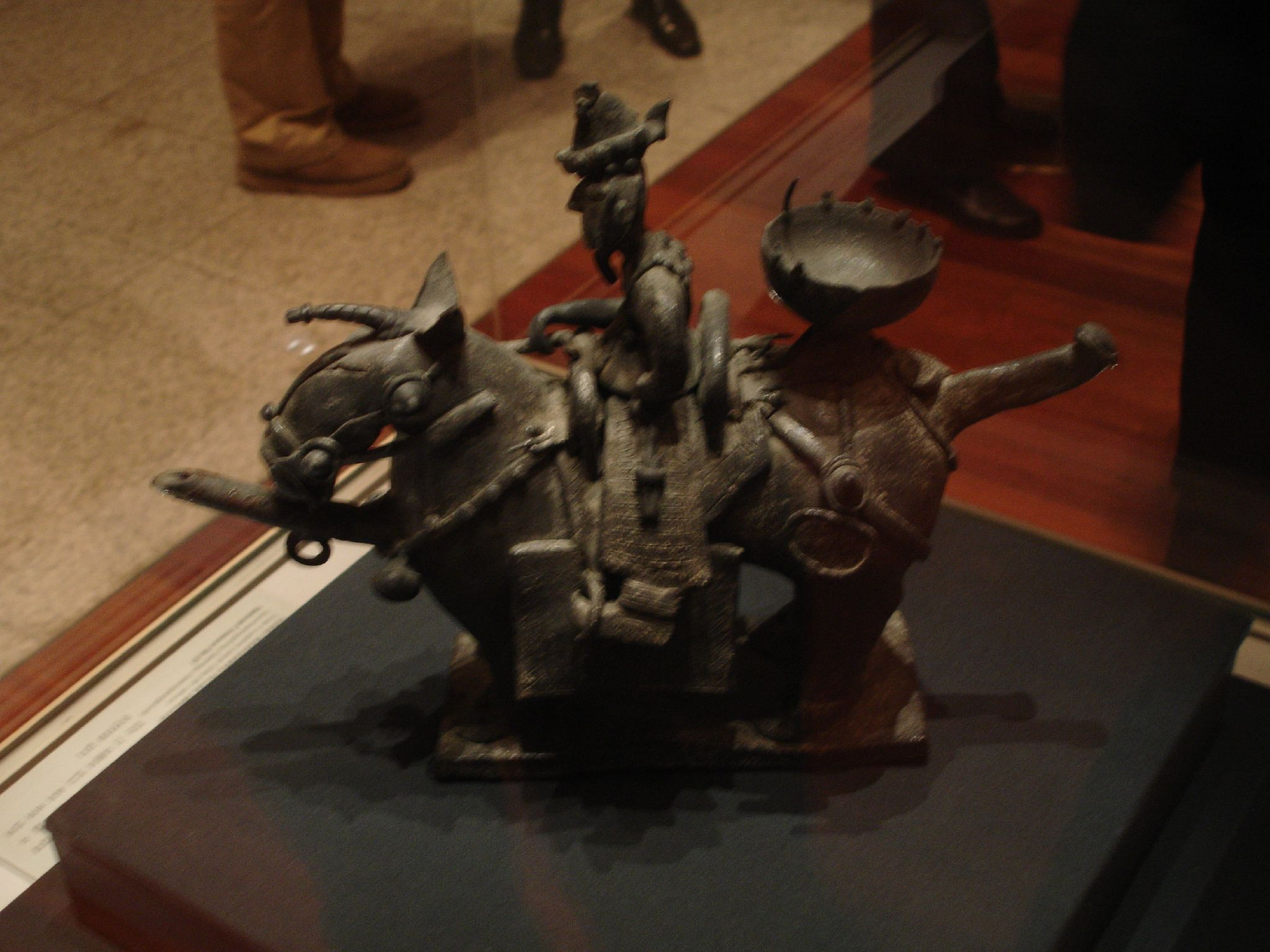
왼쪽 측면
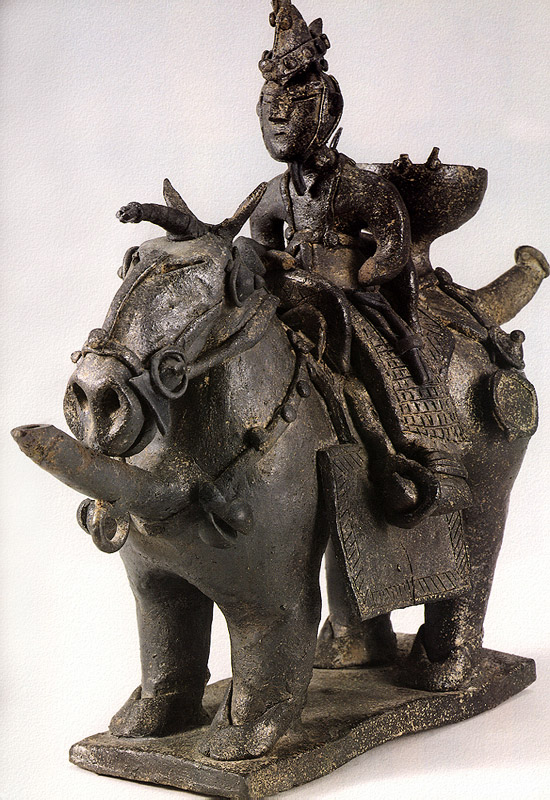
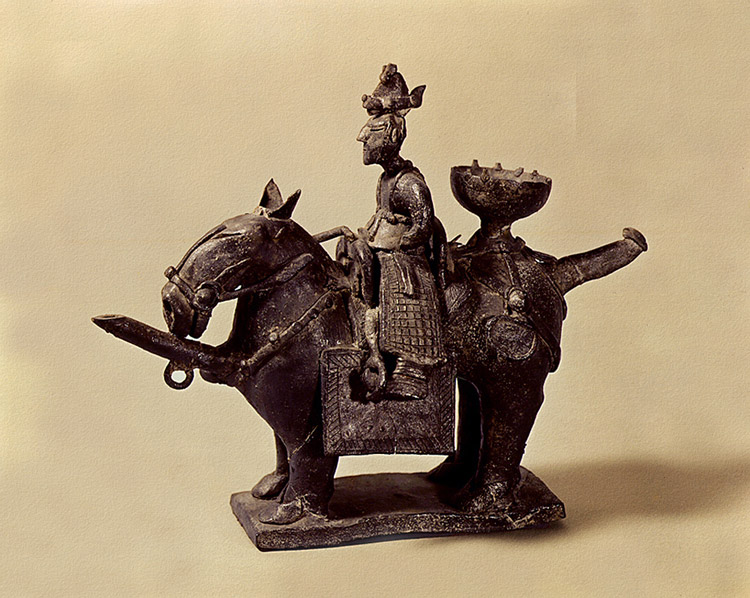
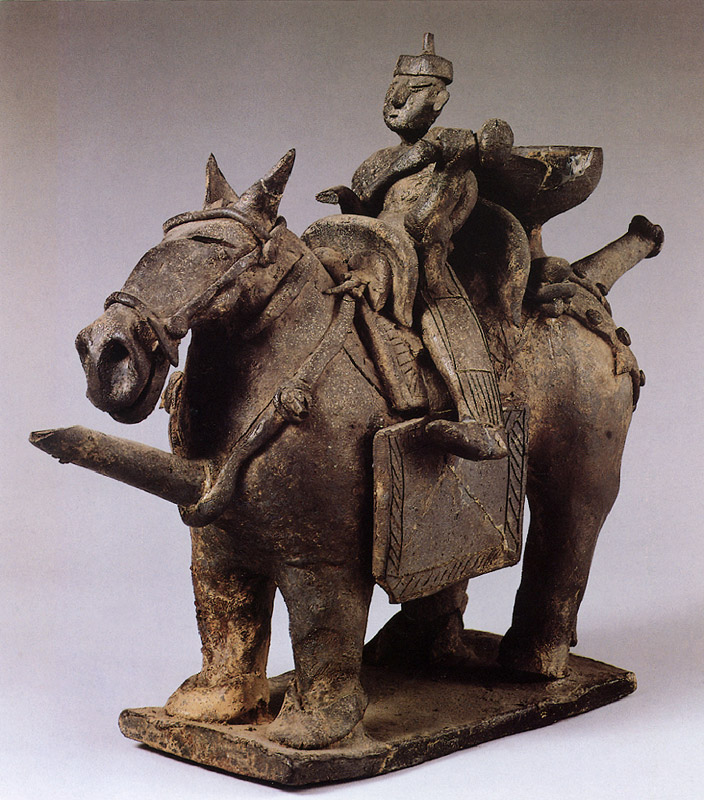
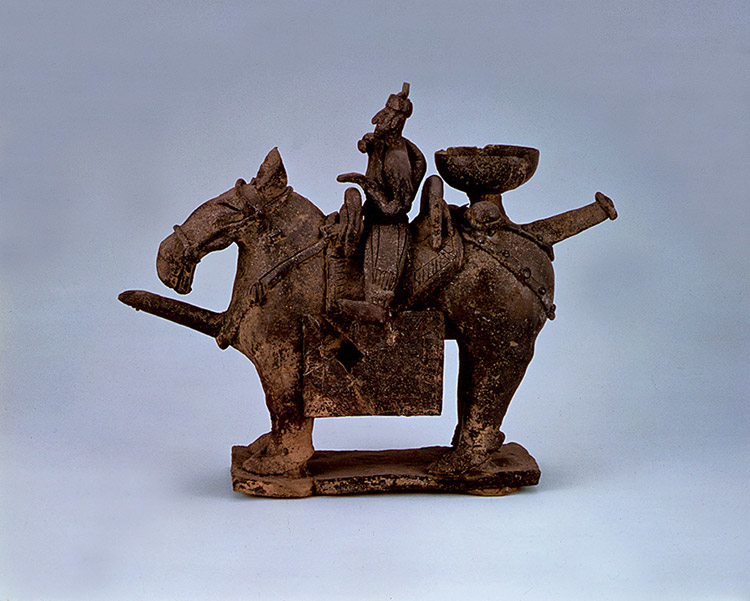

## 같이 보기
- 토우대장차차
- 도기 기마인물형 뿔잔